# Ерёмушкин, Василий Александрович
Василий Александрович Ерёмушкин — Герой Советского Союза, участник Великой Отечественной войны, гвардии младший сержант, комсорг 3-го стрелкового батальона 17-го гвардейского стрелкового полка 5-й гвардейской стрелковой дивизии 11-й гвардейской армии, 3-й Белорусский фронт.

## Биография
Василий Ерёмушкин родился 1 января 1903 года в селе Глохватово ныне Липецкого района Липецкой области в семье рабочего. Русский. Член КПСС с 1942 года. Образование начальное. Работал секретарём крестьянского комитета взаимопомощи, председателем сельсовета, председателем райплана, председателем колхоза.
В армии с августа 1941 года. На фронте — с сентября 1941 года.

## Подвиг

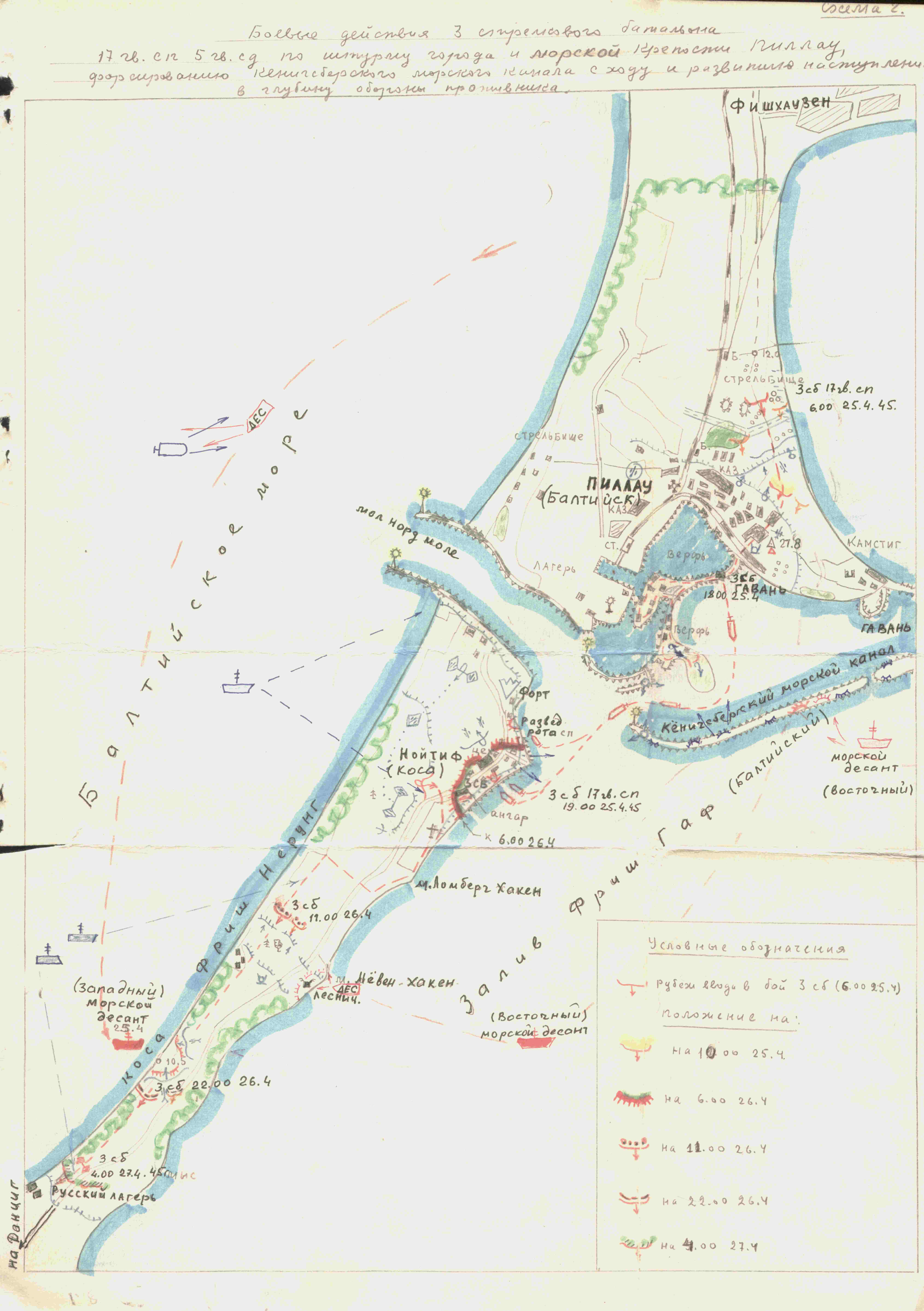
Боевые действия 3-го сб 17 гв. сп 5 гв. сд (комбат А. Дорофеев) в штурме Пиллау (Балтийск), при форсировании пролива Зеетиф, высадке десанта и захвате плацдарма на косе Фрише-Нерунг.

Гвардии младший сержант В. Ерёмушкин, комсорг 3-го стрелкового батальона 17-го гвардейского стрелкового полка, в ночь с 25-го на 26 апреля 1945 года в числе первых в передовом отряде под командованием командира батальона гвардии майора Дорофеева А. В. форсировал пролив Зеетиф, отделяющий порт Пиллау от косы Фрише-Нерунг, с бойцами батальона захватил плацдарм, отбил четыре контратаки противника и обеспечил высадку второго эшелона батальона под командованием Чугуевского Л. З. и высадку десантов основных сил полка подполковника Банкузова А. И. Личным примером вдохновлял бойцов на ратный подвиг.
За героический бой на плацдарме в мае 1945 года к званию Героя Советского Союза были представлены девять военнослужащих 3-го батальона 17-го гвардейского стрелкового полка, в том числе и командир батальона гвардии майор А. В. Дорофеев. Восьмерым солдатам и офицерам батальона это звание было присвоено 29 июня 1945 года, а Анатолию Дорофееву через 50 лет указом Президента Российской Федерации № 679 от 6 июля 1995 года за мужество и героизм, проявленные в борьбе с немецко-фашистскими захватчиками в Великой Отечественной войне 1941—1945 годов присвоено звание Героя Российской Федерации.
После войны Ерёмушкин — в запасе. Жил и работал в Москве.
Умер 10 ноября 1975 года. Похоронен в городе Москва на Кузьминском кладбище.

## Награды
- Орден Ленина.
- Орден Отечественной войны I степени.
- Орден Отечественной войны II степени[5].
- Орден Красной Звезды[6].
- Медаль «За отвагу»[7].
- Медаль «За отвагу».
- Медаль «В ознаменование 100-летия со дня рождения Владимира Ильича Ленина».
- Медаль «За победу над Германией в Великой Отечественной войне 1941—1945 гг.».
- Юбилейная медаль «Двадцать лет Победы в Великой Отечественной войне 1941—1945 гг.» (7 мая 1965[8]).
- Юбилейная медаль «Тридцать лет Победы в Великой Отечественной войне 1941—1945 гг.»[9].
- Юбилейная медаль «Сорок лет Победы в Великой Отечественной войне 1941—1945 гг.»[10].
- Медаль «За взятие Кёнигсберга».

## Память
- Имя Героя высечено золотыми буквами в зале Славы Центрального музея Великой Отечественной войны в Парке Победы г. Москва.
- Установлен надгробный памятник на могиле Героя. Кузьминское кладбище, Москва.